# Hönde
Hönde ist ein Weiler in Radevormwald im Oberbergischen Kreis im nordrhein-westfälischen Regierungsbezirk Köln in Deutschland.

## Lage und Beschreibung
Der in zwei Siedlungsbereiche aufgeteilte Ort Hönde liegt im Süden von Radevormwald an der Stadtgrenze zu Wipperfürth in der Nähe der Bevertalsperre.
Nachbarorte sind innerhalb Radevormwalds Hönderbruch und Lichteneichen sowie Levenhausen und Kotten als Ortsteile von Wipperfürth. Der Ort ist über die Kreisstraße 11 erreichbar, von der auf der Höhenlage des Moorbacher Bergs zwei Zufahrtsstraßen abzweigen.
Westlich von Hönde fließt der Erlenbach, der in seinem weiteren Verlauf in die Erlenbach-Vorsperre der Bevertalsperre mündet. Westlich von Hönde liegt der Scheuerberg (357,1 m ü. NHN), nördlich befindet sich der Moorbacher Berg (375,3 m ü. NHN).

## Geschichte
Im Jahr 1512 wurde der Ort das erste Mal urkundlich erwähnt und zwar in Kirchenrechnungen. Die Schreibweise der Erstnennung war Honde.
Eine Aufstellung über kriegsbedingte Zerstörungen des Dreißigjährigen Krieges in Radevormwald aus den Jahren 1655 und 1656 verzeichnet für die Anwesen in Hönde den Status „fast alle“ zerstört oder „wuest“ gelegen.

## Politik und Gesellschaft
Hönde liegt im Radevormwalder Gemeindewahlbezirk 181, der am 1. Januar 2004 insgesamt 922 Wahlberechtigte zählte. Politisch wird der Ort durch den Direktkandidaten des Wahlbezirks 180 im Rat der Stadt Radevormwald vertreten.

## Freizeit
Nördlich von Hönde liegt auf einer ebenen Flanke des Moorbacher Bergs ein vom Luftsportclub Radevormwald betriebener Modellflugplatz.